# Wolfgang Matz (Fußballspieler)
Wolfgang Matz (* 15. April 1944 in Salzgitter-Bad; † 22. November 1995) war ein deutscher Fußballspieler.

## Laufbahn
Vom SV Union Salzgitter kommend, begann Matz seine Profikarriere zur Saison 1965/66 bei Bundesligist Eintracht Braunschweig. Am 4. September 1965 gab er im Spiel gegen den 1. FC Nürnberg sein Debüt in der 1. Bundesliga. Am Ende der Saison belegte die Eintracht den zehnten Platz in der Tabelle; Matz hatte noch zehn weitere Einsätze bestritten. In der folgenden Saison kam der Abwehrspieler für Braunschweig nur zu fünf Einsätzen, konnte mit dem Verein jedoch den Gewinn der deutschen Meisterschaft feiern.
Im Sommer 1967 wechselte Matz zum Regionalliga-West-Absteiger Fortuna Düsseldorf; er erzielte zwei Tore in 13 Spielen und belegte mit der Mannschaft den sechsten Platz in der Tabelle und vollzog im darauffolgenden Jahr einen Wechsel zum in der Regionalliga Nord spielenden VfL Wolfsburg. In der Saison 1973/74 findet er sich nicht mehr im Kader der Wölfe wieder; ein Jahr später bestritt Matz, wieder im Wolfsburger Kader stehend, seine letzten Einsätze als Fußballprofi: In 34 Spielen für den in die 2. Bundesliga Nord aufgestiegenen VfL erzielte Matz zwei Tore. Am Ende der Saison stieg der Verein als 19. und damit Vorletzter aus der zweiten Liga ab.
Matz starb am 22. November 1995 an der Amythrophen Lateralsklerose (ALS).